# 洛奇3
是1982年上映的美国运动剧情片，由席維斯·史特龍编剧、执导、主演，为1979年电影《洛奇2》的续集，洛奇系列电影第三部。演出阵容还包括塔利亚·夏尔、伯特·扬、卡爾·韋瑟斯及布吉斯·梅迪斯。在电影中，洛奇·巴波亚将与新挑战者卡伯尔·朗（T先生扮演）进行一场艰苦的比赛。
影片的开发工作在前作上映后不久展开，史泰龙特地严格控制饮食、加强体育锻炼。就在原版人马很快就确认悉数回归的时候，卡伯尔·朗一角的演员人选悬而不决，其中拳击手喬·弗雷澤和厄尔尼·萨维尔斯有意出演。最终赢得“美国最佳保镖”称号的T先生于1981年成为该角色演员，而本片是他在银幕的处女秀。影片也是联美1981年与米高梅兼并后首部共同发行的电影。
影片于1982年5月28日由米高梅/联美在美国剧院发行，获得褒贬不一的评价，其中动作戏及音乐获得褒扬、剧本受到批评，许多人认为这部电影没必要拍。影片最终在全球拿下2.7亿美元的票房，成功超越前作，成为系列当时最高的平票房，也是1982年票房榜第四高的电影。主题曲《虎眼》成为金曲，获得奥斯卡金像奖最佳原创歌曲提名。续集《洛基4：天下無敵》于1985年上映。

## 剧情
1981年，从阿波罗·克里德手中赢下世界重量级冠军的五年后，洛奇·巴波亚连续10次卫冕冠军头衔。名气及财富与日俱增之下，洛奇与世界摔角重量级冠军雷唇打了一场慈善赛。洛奇的经纪人米奇·古米尔看到年轻且强大的竞争者詹姆斯·“卡伯尔”·朗不断崛起，有点忧心。
洛奇来到费城艺术博物馆的台阶处为自己的雕像揭幕，宣布就此退役，却遭到头号竞争者朗的挑战。朗故意说洛奇接受低级挑战者的挑战，甚至还对洛奇的妻子阿德丽安说了一些性暗示的话，洛奇愤怒之下接受了朗的挑战。然而米奇一开始不想参与其中，后来在洛奇的施压下，米奇承认自己特地为洛奇的冠军捍卫战选了一些对手，避免他在再度遭受与克里德重赛时那样的打击。他建议洛奇不要和朗比赛，因为朗年轻气盛，而且最重要的，“很饥渴”，相比之下洛奇已经“文明化”，不太可能有和朗这种水平的拳手比赛的精力和力量。洛奇对自己以往的比赛都经过精心安排感到失望，坚持要米奇安排他和朗比赛，以此作为自己的退役赛。洛奇改变之前向米奇做过的“住在健身房”承诺，选择在人头攒动的酒店宴会厅公开训练，锻炼自己的注意力。相反，朗则以无情的决心及精力独自训练。
1981年8月15日，朗和洛奇在费城光谱体育场会面。米奇被朗猛地推倒在地，导致心脏病发，后台一片混乱。洛奇心烦意乱，打算取消比赛，但米奇在化妆间接受医治时鼓励她继续。洛奇对米奇很是愤怒，没有做好充分的准备，无法全心投入到比赛中。比赛伊始，洛奇多次向朗使出重拳，打算把他打倒在地，趁早接受比赛，但朗及时恢复过来，扭转了局面，在第二轮中用一记强力左勾拳打倒在地，赢得了世界重量级冠军。赛后，洛奇跟弥留之际的米奇说比赛在第二轮就结束了，但没有说出胜利者是朗。米奇对洛奇说出“我爱你，孩子”，之后便咽了气。陷入严重抑郁症的洛奇为米奇的死哀悼。
独自一人路过米奇已经关门的健身房时，洛奇碰到了老对手克里德，原来克里德以客座分析师的身份看了那场比赛。克里德提出给洛奇当教练，条件是未来要還他一个人情，洛奇同意了。之后克里德带洛基去洛杉矶的硬汉健身室（Tough Gym），那时克里德以前锻炼的地方。然而洛基经常想到朗的事情，加上米奇不在他旁边，无法静下心来训练。幸好在阿德丽安的帮助下，洛基走出米奇去世的阴霾。克里德和他的经纪人托尼·“公爵”·埃弗斯将洛基散漫的打斗风格融入到克里德标志性的步法、技巧和速度中，把他锻造成全新的拳击手。
经过几个月的训练，洛奇来到纽约麦迪逊广场花园进行重赛。克里德把自己第一次跟洛奇比赛时穿的美国国旗裤借给了洛奇。比赛一开始，洛奇从角落处向朗发起冲刺，以出乎所有人意料的技巧及冲刺技法狂殴了朗，最终在第一回合中完全占了上风，让朗在钟声响起时彻底点燃愤怒情绪。到了第二回合，朗重夺上风，洛奇随之改用完全不同的策略，故意用边绳借力打了朗，结果被对方击倒两次，这种策略让克里德无法理解，而朗也嘲讽洛奇不可能打败他。第三回合，习惯将前几轮的淘汰化作获胜机会的朗失去耐心，疯狂攻击嘲讽他的洛基，最终逐渐消耗光精力。趁着朗焦躁、脆弱不堪，洛基用一连串冲拳反击，最终残酷地击倒对方，夺回世界重量级冠军。
比赛结束后，洛奇满足了克里德早前提出的条件——在全能米奇健身房（Mighty Mick's Gym）私底下和他进行第三场比赛。影片未展现结果，直到2015年电影《金牌拳手》，洛奇才透露克里德赢得了比赛。结尾处，两位拳手同时挥出第一拳的画面被定格为油画，显示出两位能力旗鼓相当的对手以朋友的身份进行比赛，而不是对手。

## 阵容
- 席維斯·史特龍 饰 罗伯特·“洛奇”·巴波亚（英语：Rocky Balboa），外号“意大利种马”，卫冕世界重量级冠军，后来被朗击败，在公众的要求下进行重赛。后来洛基的经纪人米奇因心脏病发去世，昔日对手阿波罗·克里德成为了他的教练，帮助他成功战胜卡伯尔·朗。
- 塔利亚·夏尔 饰 阿德丽安·巴波亚（英语：Adrian Pennino），洛奇的妻子，一直支持洛奇打拳赛。
- 伯特·扬（英语：Burt Young） 饰 保利·佩尼诺（英语：Paulie Pennino），洛奇的朋友、小舅子。
- 卡爾·韋瑟斯 饰 阿波罗·克里德（英语：Apollo Creed），前任世界重量级冠军，曾是洛奇的劲敌，米奇死后担任洛奇的教练，期间结为好友。
- 布吉斯·梅迪斯 饰 迈克尔·“米奇”·古米尔（英语：Mickey Goldmill），洛奇的经纪人、教练、1920年代的世界雏量级冠军、健身房老板，因心脏病发意外去世。洛奇第一次挑战克里德的时候就在他的健身房锻炼。
- 托尼·伯顿（英语：Tony Burton） 饰 托尼·“公爵”·埃弗斯（英语：Tony "Duke" Evers），克里德的经纪人、教练，父亲一般的存在。本片中帮助克里德训练洛奇。
- T先生 饰 詹姆斯·“卡伯尔”·朗（英语：Clubber Lang），实力比洛奇弱的挑战者，在米奇意外去世的情况下拿走洛奇的冠军，但不被大众所承认，要求重赛。朗自幼是孤儿，童年大部分时间在芝加哥南部的街头流浪，还待过孤儿院和少管所。长大后，卡伯尔因一项重罪及袭击罪名被监禁五年。服刑期间，他发现了自己有成为拳击手的天赋，从此踏上拳击擂台。
- 伊那·弗里德（英语：Ina Fried），小洛奇·巴波亚，洛奇和阿德丽安的独子。
- 霍克·霍肯 饰 雷唇（Thunderlips），现任世界摔角冠军，曾在一场慈善赛上对阵洛奇。

友情客串方面，比尔·鲍德温（Bill Baldwin）和斯图·南汉在洛奇对阵朗的两场比赛中回归担任解说员。已退役的擂台报幕员吉米·列侬在朗第一场比赛中担任擂台报幕员。马蒂·迪金（Marty Denkin）担任裁判。卢·菲利波在朗第二场比赛中三度担任裁判。丹尼斯·詹姆斯（《猜价格》）和吉姆·希利担任洛奇对雷唇之战的解说员，勒罗伊·尼曼担任擂台报幕员。吉米·希尔扮演电视报幕员。当时还寂寂无名的摩根·弗里曼曾为朗教练一角试镜，但没有成功。史泰龙客串《大青蛙布偶秀》的画面出现在片头中，其中由吉姆·亨森配音的大青蛙科米宣布本集嘉宾是洛奇，而不是史泰龙。

## 制作
对于卡伯尔·朗这个角色，剧组当时考虑到两个世界重量级冠军拳手，一位是喬·弗雷澤，一位是厄尔尼·萨维尔斯，两者的身高和史泰龙相若，都有着史泰龙想要的强壮体格。然而选角导演隆达·扬（Rhonda Young）发现弗雷泽有口吃的问题，萨维尔斯说话的音调有点高，不符合角色的凶猛气势，所以没有用两个人。之后隆达四处寻找角色，甚至进监狱寻找合适的黑人反派，都没有找到，最终把目光定格在偶然发现的NBC电视节目《美国最佳保镖》中，被冠军T先生的体格及魅力深深吸引。她随即打电话给节目制片人丹·奥尔迈耶（Dan Ohlmeyer），问“那个留着莫霍克发型的男子”的事，结果证明T先生不仅十分合适，而且在第一次试镜时尽可能把表演正确传达出去，务求获得自己的第一个角色。
在拍摄准备阶段，史泰龙将體脂肪率减到个人有史以来的最低2.6%，体重155磅（70公斤）。他表示自己每天只吃十个蛋清及一块吐司面包，每隔三天吃一次水果，每天锻炼内容是早上慢跑两英里（3.2公里），之后做两个小时负重训练，中午稍微打个盹，之后进行18轮对联，再进行一次负重训练，最后以游泳结束一天的锻炼。

## 音乐

### 专辑
| 評論得分 | 評論得分 |
| 來源     | 評分     |
| -------- | -------- |
| AllMusic | [ 6 ]    |

1. "Eye of the Tiger（英语：Eye of the Tiger）" (by Survivor) – 3:53
2. "Take You Back (Tough Gym)" – 1:48
3. "Pushin'" – 3:10
4. "Decision" – 3:20
5. "Mickey" – 4:42
6. "Take You Back" – 3:37
7. "Reflections" – 2:05
8. "Gonna Fly Now（英语：Gonna Fly Now）" – 2:52
9. "Adrian" – 1:42
10. "Conquest" – 4:40

#### 制作名单
- 弗兰克·史泰龙（英语：Frank Stallone） – 人声（2、3、6）
- 雷·皮齐（Ray Pizzi）– 萨克斯风（3）
- 杰瑞·黑（英语：Jerry Hey） – 小号（3）
- 文森特·德罗萨（英语：Vincent DeRosa） – 圆号（5）
- 迈克·朗（Mike Lang）– 钢琴（5）
- 小迪埃塔（DeEtta Little）、纳尔逊·皮福德（Nelson Pigford）– 人声（8）

影片中的《虎眼》实际上是demo版，完整版收录于专辑。然而洛基在奎迪健身房锻炼时出现的演奏版未收录于专辑。

#### 榜单排名
| 榜单（1982年）                  | 最高排名 |
| ------------------------------- | -------- |
| 澳大利亚（肯特音乐报告）        | 13       |
| 德國（Media Control專輯榜）     | 36       |
| 挪威（VG-lista專輯榜）          | 5        |
| 瑞典（Sverigetopplistan專輯榜） | 9        |
| 美国公告牌二百强专辑榜          | 15       |

## 评价

### 票房
影片票房大获成功，成绩大举超越前作。首周末票房16,015,408美元，北美总票房125,049,125美元，是1982年票房第四高的电影。全球票房约为2.7亿美元。罗杰·埃伯特和吉恩·西斯科尔将票房的成功归功于前作的不俗口碑及制作团队的质量控制，其中西斯科尔认为“如果你想做一个非常成功的系列，请确保第二部是大赢家”。

### 专业评价
汇总媒体烂番茄收录41条评论，打出66%的新鲜度，平均得分5.6/10。网站共识写道：“《洛奇3》虽然明显受制于回报递减规律，但凭借足够的擂台奇观比肩系列的其他更优秀的作品。”Metacritic根据10条评论打出57/100的平均分，表示“褒贬不一或口碑平平”。影片是为数不多在影院评分获得A+评分作品。
吉恩·西斯科尔打出2.5/4星的评价，表示“虽然有点遗憾，但《洛奇3》没有新鲜的东西，所以我们对它的存在感到疑惑”。他表示，“我们看不到洛基这个角色有什么新的东西，除了灵魂中特别吸引人的温柔一面，但这一点也直接消失了。《洛奇3》中的洛奇·巴波亚不再那么讨喜”。《纽约客》的宝琳·凯尔表示，“第一部《洛奇》有点原始，因为呈现形式相对来说比较天真。这一部也很原始，但就有点空无一物”。《洛杉磯時報》的希拉·本森表示，“不知什么原因，史泰龙把洛奇·巴波亚搞得很失魂落魄，要重振旗鼓的样子......《洛奇3》做得这一点了，可能甚至比《1》和《2》更好”。《华盛顿邮报》的丽塔·肯普利（Rita Kempley）认为本片“和以往一样有趣，是非常重要的一部，当中演员们伴随着迪斯科节奏痛殴彼此”。《电影月刊》的汤姆·米尔恩表示影片“开头便重放我们的英雄第二次奇迹般的死而复生、在《洛奇2》结尾赢回冠军头衔的画面，而《洛奇2》本身就是在重演《洛奇》原版。《洛奇3》刚开始不久就证明它没有什么要传达的，内容大致上都一样......卡爾·韋瑟斯风度翩翩的表演缔造了一些有转瞬即逝的时刻，但现在是时候结束洛奇·巴波亚的故事了”。

### 奖项
影片获得日本电影学院奖最佳外语片奖和有色人种进步协会形象奖最佳电影提名。主题曲《虎眼》获奥斯卡最佳原创歌曲奖、英国电影学院奖最佳原创歌曲奖和金球獎最佳原創歌曲奖提名。与此同时，T先生获提名金酸莓奖最差新演员。同时《虎眼》还入选美国电影学会百年百大电影歌曲榜单。

## 其他媒体

### 续集
1985年11月，续集《洛基4：天下無敵》上映。

### 日蒂什泰洛奇雕像
洛奇铜像由史泰龙授权制作、A·托马斯·朔姆伯格1981年制作。雕塑共有三座，其中一座于《洛奇3》拍摄期间放在费城艺术博物馆台阶顶部。影片完成拍摄后，费城艺术博物馆和市艺术委员会之间就雕塑是否属于艺术品展开激烈辩论。艺术委员会认为雕塑不是艺术品，而是电影道具，并选了几个摆放的地点，最终选在了费城南部的光谱体育场，后来在《洛奇5》、《神气活现》和《费城故事》拍摄的时候挪回艺术馆。2006年9月8日，雕像最终坐落在博物馆台阶的下方，同时博物馆东门的台阶也被命名为“洛奇石阶”。

### 小说
改编小说由罗伯特·E·霍班（Robert E. Hoban）创作，1982年由百龄坛图书出版。

### 电子游戏
改编电子游戏《洛奇超级动作拳击》由科莱科面向ColecoVision平台设计，1983年发行。玩家可以选择洛奇或朗对阵计算机，或与好友进行双人模式。1987年，改编自前四部电影的《洛奇》发行。2002年，改编自前五部的《洛奇》发行。2004年，改编自前四部的《洛奇传奇》发行。